# Saint-Prancher
Saint-Prancher är en kommun i departementet Vosges i regionen Grand Est (tidigare regionen Lorraine) i nordöstra Frankrike. Kommunen ligger i kantonen Mirecourt som tillhör arrondissementet Neufchâteau. År 2022 hade Saint-Prancher 67 invånare.

## Befolkningsutveckling
Antalet invånare i kommunen Saint-Prancher
| Referens: INSEE |